# Lithothamnion fornicatum
Lithothamnion fornicatum Foslie, 1891  é o nome botânico  de uma espécie de algas vermelhas  pluricelulares do gênero Lithothamnion, subfamília Melobesioideae.
- São algas marinhas encontradas na Escandinávia.

## Sinonímia
- Lithothamnion dehiscens f. dehiscens  Foslie, 1895
- Lithothamnion dehiscens f. grandifrons Foslie, 1895
- Lithothamnion vardoeënse Foslie, 1905
- Lithothamnion fornicatum f. obcrateriforme Foslie, 1905
- Lithothamnion fornicatum f. tuberculatum Foslie, 1905